# Árbol de Suslin
En matemáticas, un árbol de Suslin es un árbol de altura  ω1 tal que cada rama y cada anticadena es a lo sumo numerable. Llevan el nombre de Mijaíl Suslin.
Todo árbol de Suslin es también un árbol de Aronszajn.
La existencia de un árbol de Suslin es lógicamente independiente de los axiomas ZFC, y es equivalente a la existencia de una línea de Suslin, esto fue demostrado por Kurepa en 1935, o un álgebra de Suslin. El principio del diamante, una consecuencia de la {\displaystyle V=L}, implica que hay un árbol de Suslin, y el axioma de Martin MA(א1) implica que no hay árboles de Suslin.
Más generalmente, para cualquier cardinal infinito κ, un "κ-árbol de Suslin" es un árbol de altura κ tal que cada rama y anticadena tiene cardinalidad menor que κ. En particular, un árbol de Suslin es lo mismo que un ω1-árbol de Suslin.Jensen (1972) demostró que si V=L entonces hay un árbol κ-Suslin para cada cardenal sucesor infinito κ. Si la hipótesis del continuo generalizada implica la existencia de un א2-árbol de Suslin, es un problema abierto desde hace décadas.